# قاذفات سريعة

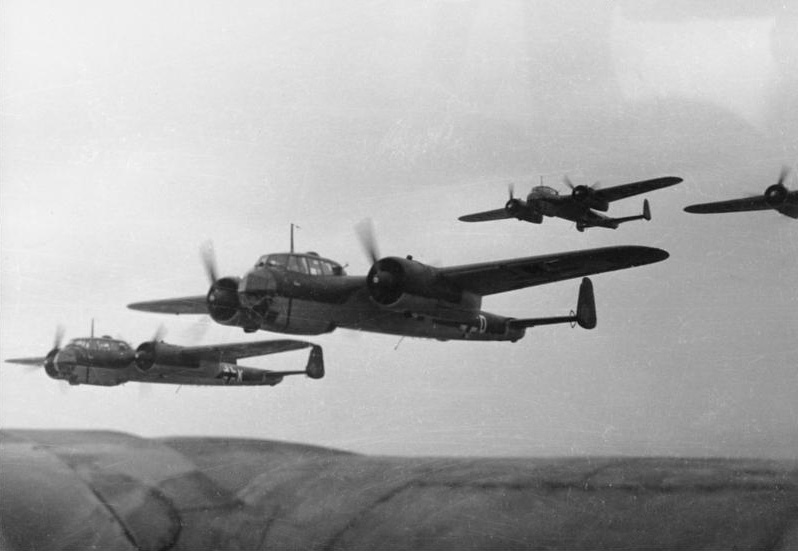
تشكيل Dornier Do 17Zs، حوالي عام 1940، عندما أصبح أثقل وأقل سرعة من التصميم الأولي 17

شنلبومبير (بالمانية؛ حرفيًا «قاذفة سريعة») هي قاذفة قنابل تعتمد على السرعة لتجنب مقاتلات العدو، بدلاً من امتلاك أسلحة ودروع دفاعية.

## المفهوم
تم تطوير هذا المفهوم في ثلاثينيات القرن الماضي عندما كان يعتقد أن هجوما سريعًا للغاية يمكنه ببساطة تجاوز العدو. إلغاء الأسلحة الدفاعية يسمح بتخفيض كبير في السحب (لن يكون هناك مدافع أو قنابل تبرز من جسم الطائرة) بالإضافة إلى الوزن (لن تكون هناك حاجة إلى أي أسلحة أو ذخيرة أو أفراد الطاقم على متن الطائرة)، مما يؤدي إلى تحسين الأداء.
كان أدولف هتلر مؤيدًا قويًا لشنلبومبير وتوجهت لوفتفافه لتطوير قاذفات متوسطة فقط، في حين طورت الولايات المتحدة الأمريكية والبريطانية قاذفات قنابل متوسطة بمحركين وقاذفات ثقيلة بأربعة محركات. إن قاذفات القنابل المتوسطة ذات المحركين، على الرغم من أنها تم تكييفها بشكل أفضل مثل شنلبومبير إلا أنها كانت تفتقر إلى الحمولة ومجموعة من القاذفات الثقيلة التي وضعتهم في وضع غير مؤات للقيام بعمليات القصف الاستراتيجي. لم يكون سلاح الجو الألماني معدا لعمليات القصف الإستراتيجي إنما للمعاونة الأرضية التكتيكية. في غارات القصف الإستراتيجي قام سلاح الجو الألماني باستخدام مسرشميت بي اف 109 بسبب عدم وجود قاذفة أستراتيجية بعيدة المدى. على النقيض من ذلك، استخدم الحلفاء قاذفات بطيئة لكن مدججة بالسلاح مثل بوينغ بي-17 القلعة الطائرة التي تم نشرها في تشكيل مع موستانج بي-51 طويلة المدى في أمريكا الشمالية في البداية كمرافقة وبعد ذلك في دور «مقاتلة اعتراضية» من أجل اعتراض المقاتلات الألمانية المهاجمة.

## تطوير
كانت أول طائرة تم تبنيها لدور قاذفة سريعة هي هاينكل إتش إي 70 ذات المحرك الواحد، ولكن سرعان ما تم استبدالها بدورنييه دو 17 ذات المحركين. فازت طائرات دورنير دو 17 بعدد من سجلات السرعة في السباقات الجوية لعام 1937 في سويسرا. أثبتت تجربة الحرب الأهلية الإسبانية أن سرعة دورنير دو 17 عند تحميلها بمعدات عسكرية لم تكن كافية للهروب من الطائرات الاعتراضية، وكان لا بد من تسليحها لمنحها بعض القدرة القتالية الدفاعية.
تفوقت عملية تطوير القاذفات بشكل مؤقت على تطوير المقاتلات في ثلاثينيات القرن العشرين. لم يستطع الجيل الأخير من المقاتلات ثنائية السطح (مثل غلوستر غلاديتور وبوليكاربوف أي-15 ) الذين تم وضعهم في الخدمة خلال هذا العقد الاستيلاء على النموذج الأوليذو المحرك المزدوج من نوع بريستول نوع 142 في عام 1935. ولكن بحلول نهاية الثلاثينيات من القرن الماضي، عانت دورنير دو 17 بشدة على يد سلاح الجو الملكي البريطاني خلال معركة بريطانيا، وانتهى إنتاجه عام 1940.

### سعي ألمانيا نحو «القاذفات السريعة»
ومع ذلك، استمر الألمان في محاولاتهم لإنشاء قاذفات سريعة، بدلاً من القاذفات الكبيرة ذات الأسلحة الدفاعية الثقيلة التي كان يفضلها سلاح الجو الملكي البريطاني والقوات الجوية الأمريكية. غرفت طائرة يونكرز يو 88 كقاذفة سريعة،  أول طائرة مصممة خصيصًا لهذا الدور، قبل ثلاث سنوات من بدء الحرب ومسرشميت مي 410 في عام 1943، والطائرة ذات المحركات النفاثة ارادو ار 234.